# Rudolf Linder

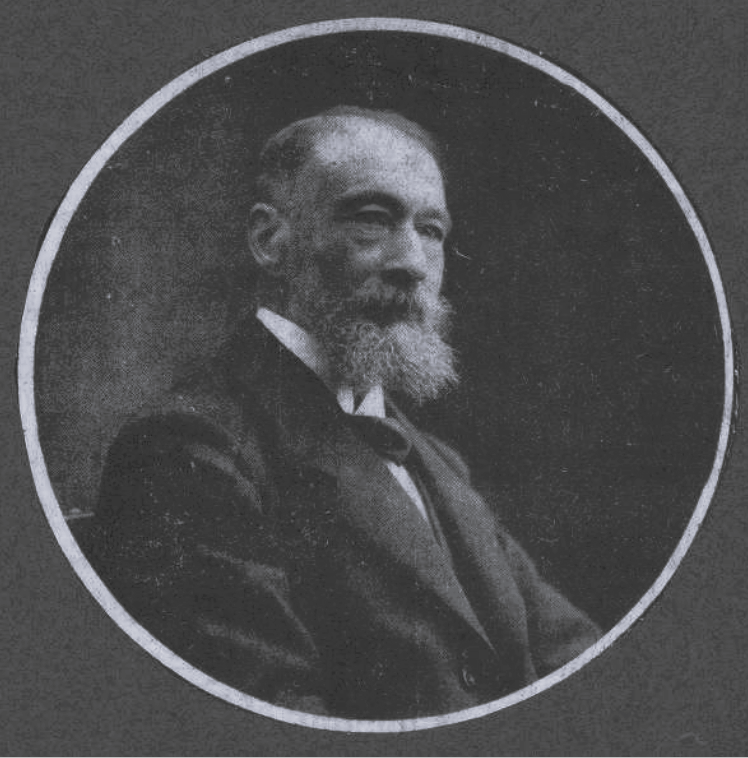
Rudolf Linder

Rudolf Linder (* 17. August 1849 in Tenniken; † 17. Juni 1928 in Zürich) war ein Schweizer Architekt und Bauunternehmer.

## Biografie

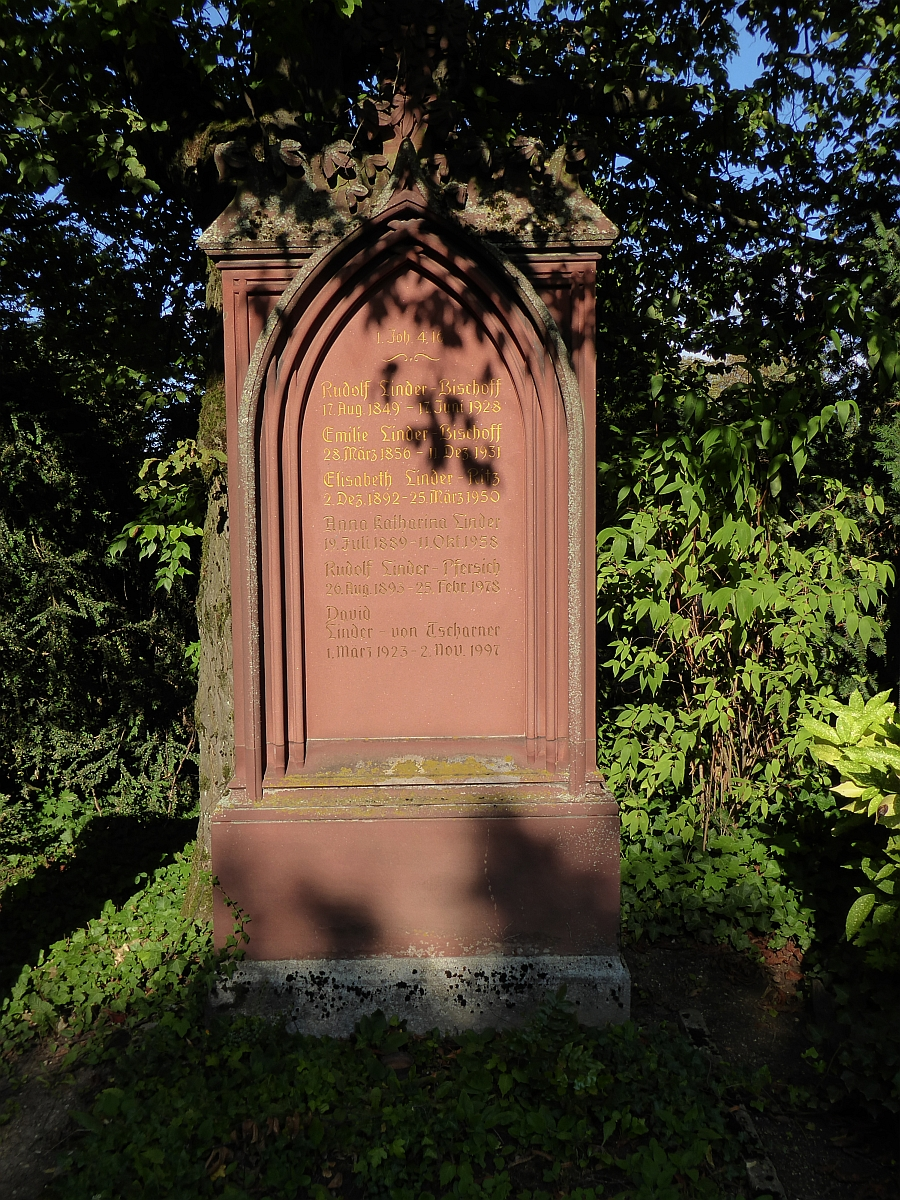
Linders Grab auf dem Friedhof Wolfgottesacker, Basel

Rudolf Linder war 1867 Schüler an der Basler Gewerbeschule und begann 1868 eine dreijährige Lehre im Baugeschäft von Hermann Preiswerk. Danach besuchte er drei Jahre lang die Baugewerkschule Stuttgart. Von 1871 bis 1873 war er Mitarbeiter im Architekturbüro Vischer und Fueter in Basel. Nach einer Studienreise über Stuttgart, München und Dresden studierte er an der Berliner Bauakademie. Danach reiste er durch Italien, Spanien und Frankreich. Nach seiner Rückkehr nach Basel arbeitete er im Baugeschäft Müller & Rieder, das später Müller & Linder hieß. Am Ende der 1880er-Jahre gründete er sein eigenes Baugeschäft in Basel. Ab 1895 arbeitete er mit Gustav Adolf Visscher van Gaasbeek zusammen, 1898 assoziierten sie sich beruflich. Diese Zusammenarbeit hielt bis 1909.
1901 wurde seine Baugesellschaft in die Aktiengesellschaft «Basler Baugesellschaft» umgewandelt. Das Hauptinteresse Linders war im unternehmerischen und technisch-konstruktiven Bereich. Er gründete in Basel ein Eisenbeton-Baugeschäft nach dem System Hennebique. Visscher van Gaasbeek war weitgehend für den Bereich Entwurf zuständig. Die «Basler Baugesellschaft» hatte neben dem Architekturbüro eine Liegenschaftsabteilung, einen Ingenieurbetrieb sowie einen Steinhauer- und Gipserbetrieb. Durch die Baugesellschaft wurde Linder zu einem der prägenden Architekten und Bauunternehmer der Stadt Ende des 19. und Anfang des 20. Jahrhunderts.
1901–1902 erschien er vor Gericht, um zum Einsturz des Gasthofs «zum Bären» an der Aeschenvorstadt 67 auszusagen. Der Architekt Hermann Baur ging von 1910 bis 1917 bei Linder in die Lehre, wie vor ihm auch Wilhelm Bernoulli.
Rudolf Linder starb am 17. Juni 1928 im Alter 78 von Jahren in Zürich. Er fand seine letzte Ruhestätte auf dem Basler Friedhof Wolfgottesacker, wo sein Familiengrab erhalten ist.

## Werke

### Wettsteinplatz
1888 verwirklichte Linder am Basler Wettsteinplatz 10–11 und Eingang der Grenzacherstrasse 1–3 als frühes Werk eine Häusergruppe in spätklassizistischer Tradition. Diese Häuser bildeten den Anfang einer ausgedehnten Anlage von zweieinhalbgeschossigen Reiheneinfamilienhäusern an der Rheinfelderstrasse 32–42 und Wettsteinallee 2–10. Dabei überbaute er das Geviert in eigener Rechnung als Spekulant. Eine weitere Häusergruppe wurde an der Grenzacherstrasse 5–13 mit Visscher van Gaasbeek errichtet. Weitere Werke in Zusammenarbeit mit diesem sind drei villenartige Einfamilienhäuser am Wettsteinplatz 6–8 mit Sichtbacksteinfassaden in Stile der Neorenaissance. Die Gebäude Linders am Wettsteinplatz und Umgebung wurden prägend für die Nachbarschaft. Sie zeugen von seinem Interesse an Planung und Gestaltung von größeren baulichen Ensembles.

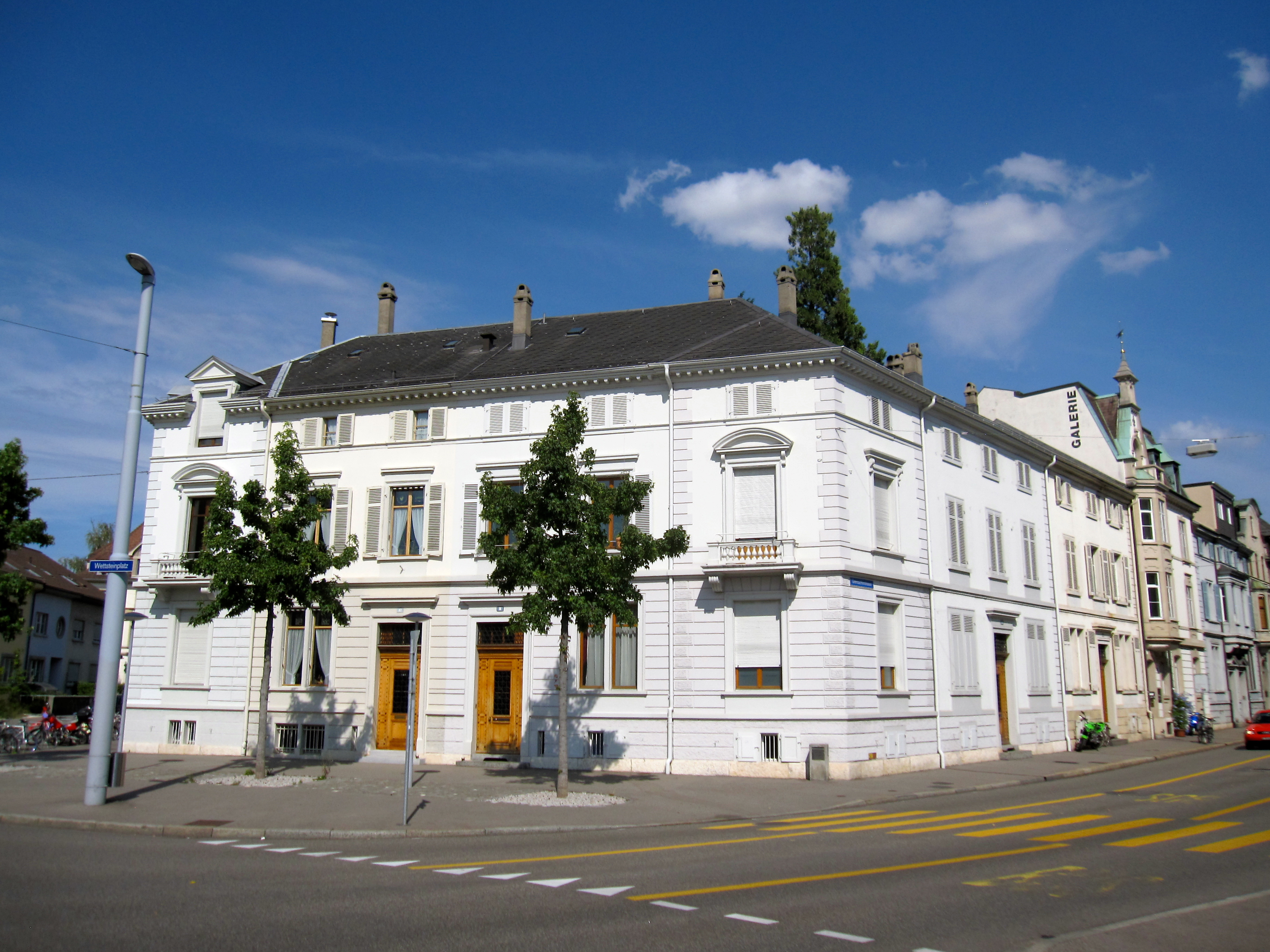
Wettsteinplatz 10–11/Grenzacherstrasse 1–3 (1888)
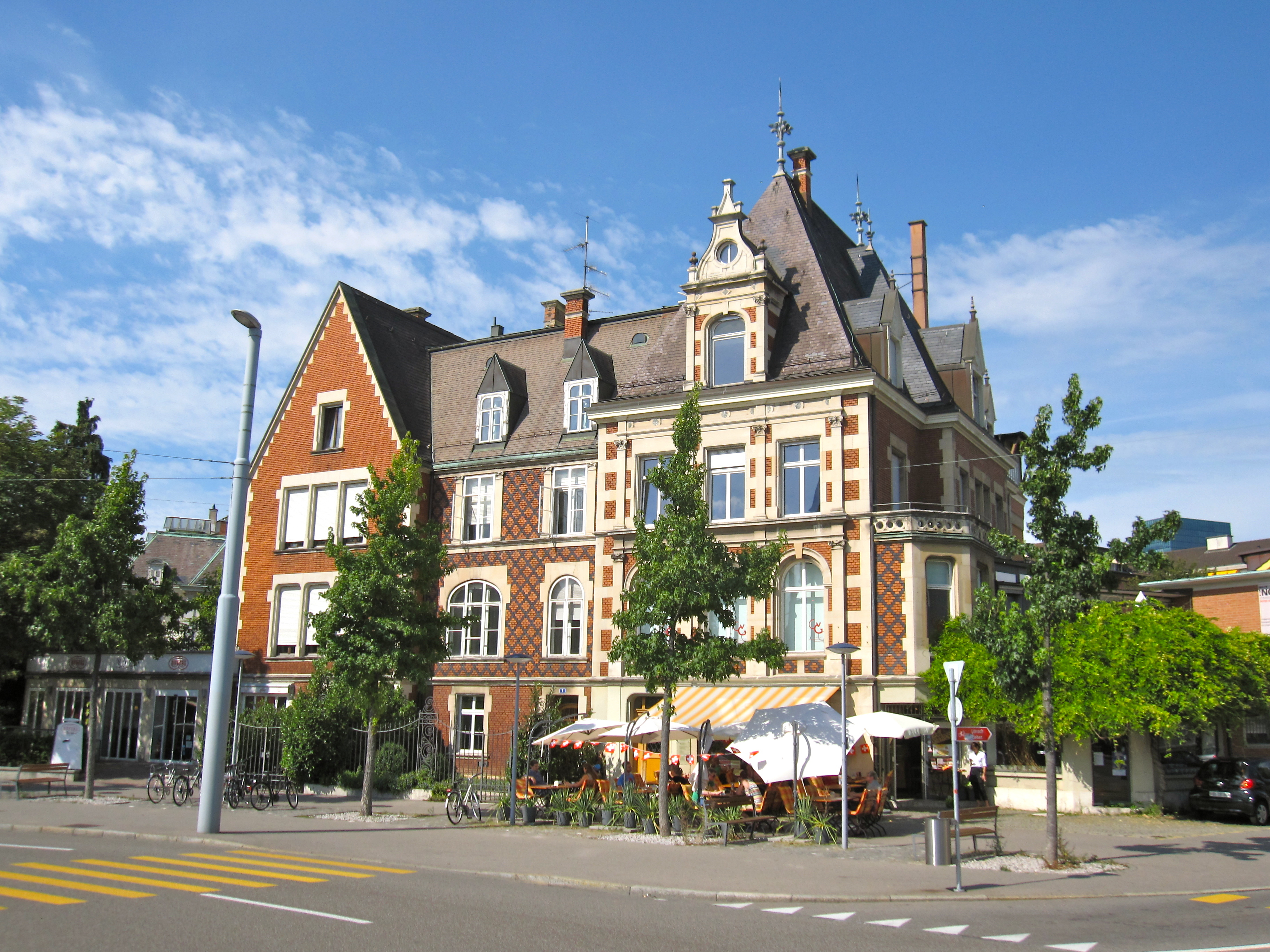
Wettsteinplatz 6/7/8 (1891)
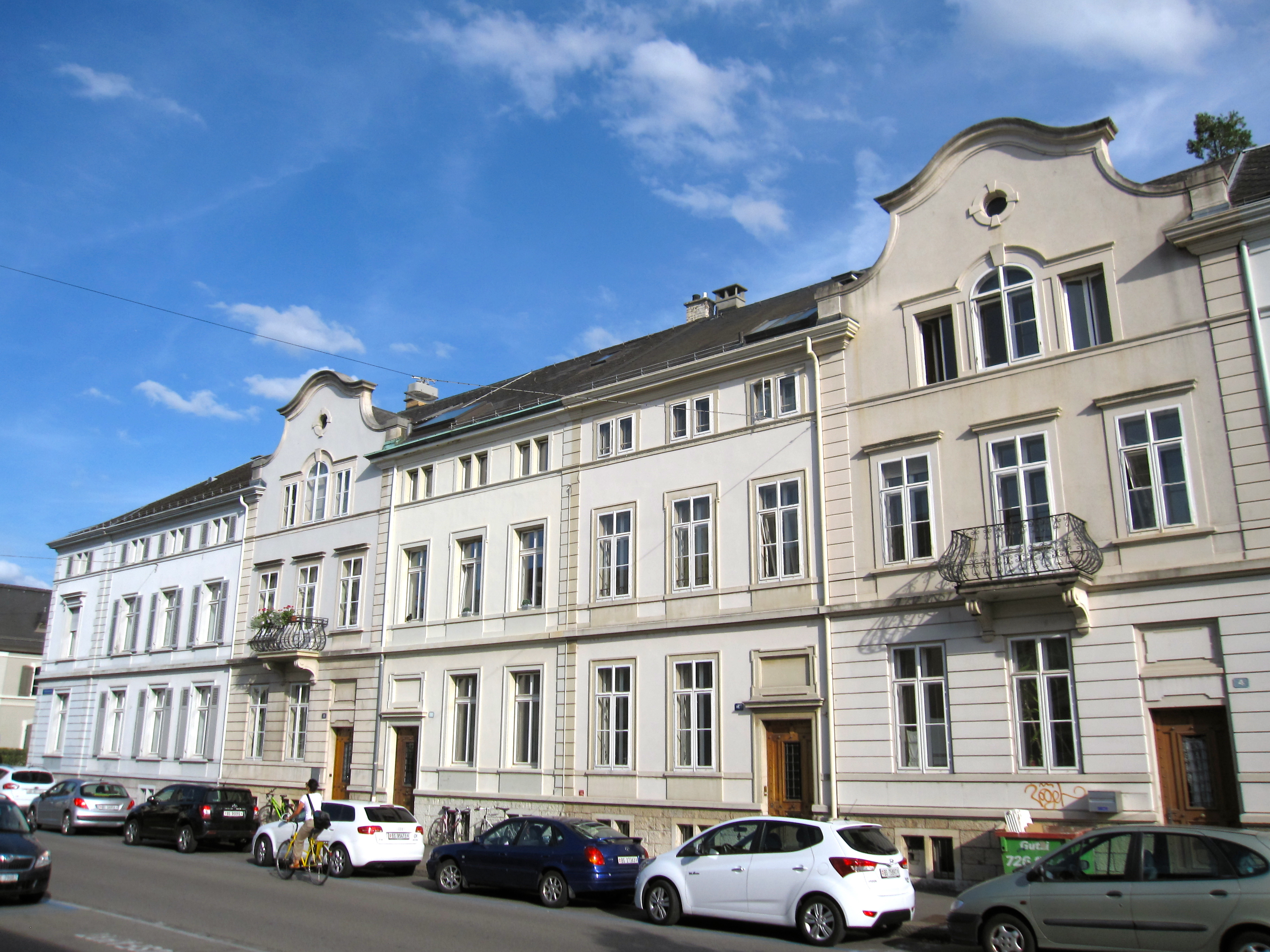
Wettsteinallee 2–10 (1893)
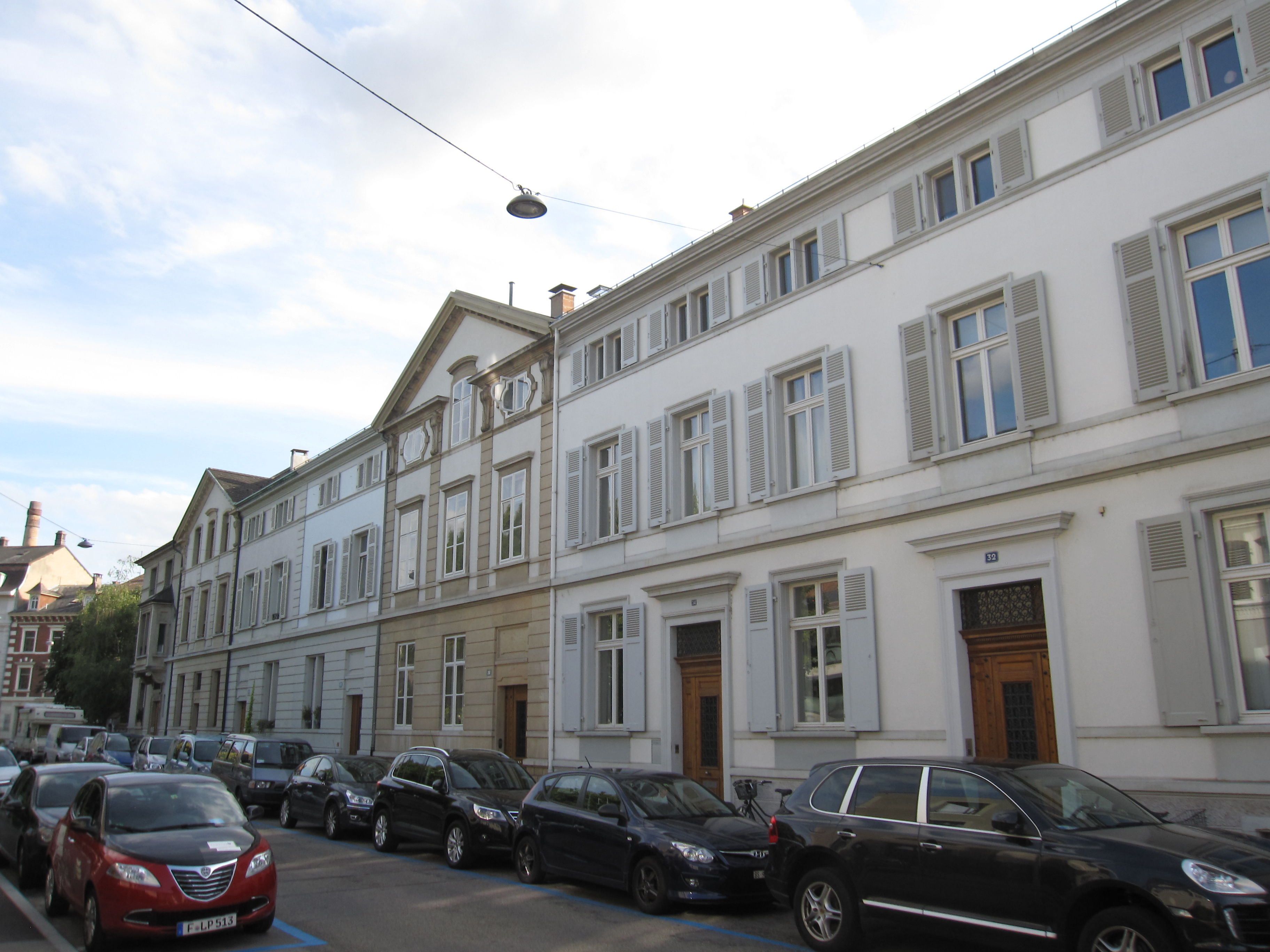
Rheinfelderstrasse 32–42 (1893/94)

### Palmenstrasse

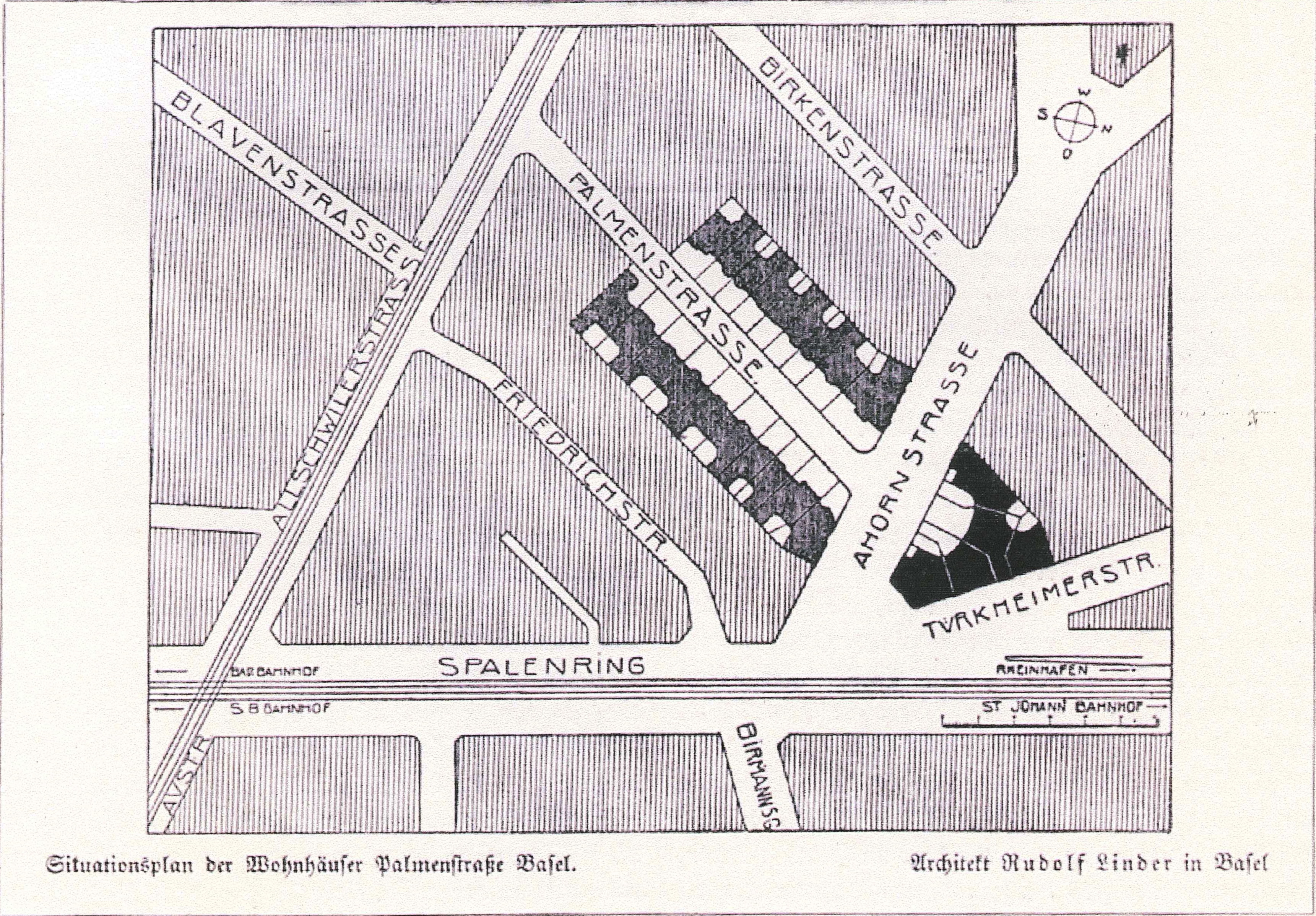
Situationsplan der Wohnhäuser Palmenstraße in Basel

Von 1904 bis 1908 errichtete er an der Palmenstrasse 1–19 und der angrenzenden Ahornstrasse 1–8 eine Gruppe von sogenannten «Etagenhäusern». Hier konnte er die Vorteile der kleineren bürgerlichen Villa mit dem Mehrfamilienhaus kombinieren. Beim U-förmigen Grundplan des Ensembles der Palmenstrasse liegen sich die Häuser westlich und östlich gegenüber und wurden nördlich an der Ahornstrasse durch einen hufeisenförmigen Kopfbau mit gerundetem Innenhof abgeschlossen. Im Erdgeschoss an der Ahornstrasse befanden Läden mit Terrassen. Die Häuser an der Palmenstrasse haben drei Stockwerke mit bewohnbaren Dachgeschoss, die Häuser sind von der Strasse durch tiefe Vorgärten versetzt. Die relativ einfache Jugendstil-Fassade ist mit farblichen Dekorationen und Stuckelementen. Details wie die Haustorbeschläge aus Messing oder Bronze in Form von männlichen oder weiblichen Figuren oder Köpfen wurden in den Werkstätten von Albert Riggenbach in Basel entworfen und ausgeführt. Für die damalige Zeit revolutionäre Maisonette-Wohnungen in den unteren Geschossen, Etagenwohnungen mit differenzierten, grosszügig geschnittenen Grundrissen zeugen vom Bestreben, die Vorzüge des Einfamilienhauses in die kompakte Form des Wohnblocks zu bringen. Sämtliche Wohnungen wiesen fliessendes Kalt- und Warmwasser, WCs und ein Badezimmer auf. Der Kopfbau an der Ahornstrasse wurde in den 1970er Jahren abgerissen und mit einem Plattenbauhochhaus ersetzt, drei weitere Gebäude an der Palmenstrasse verschwanden ebenfalls, so dass der Gesamteindruck des baulichen Ensembles beeinträchtigt ist.

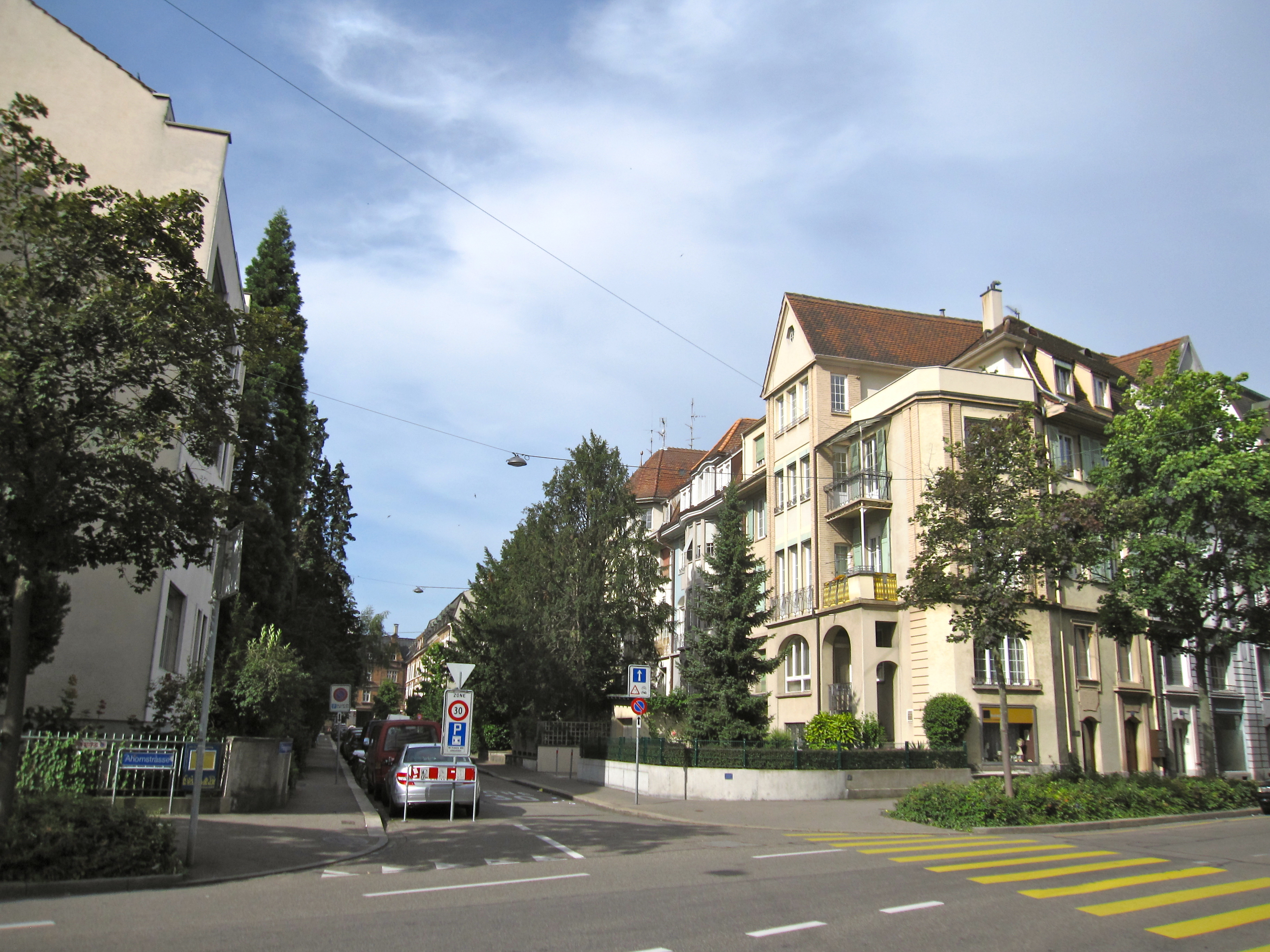
Palmenstrasse 1–19 (1904–1908)
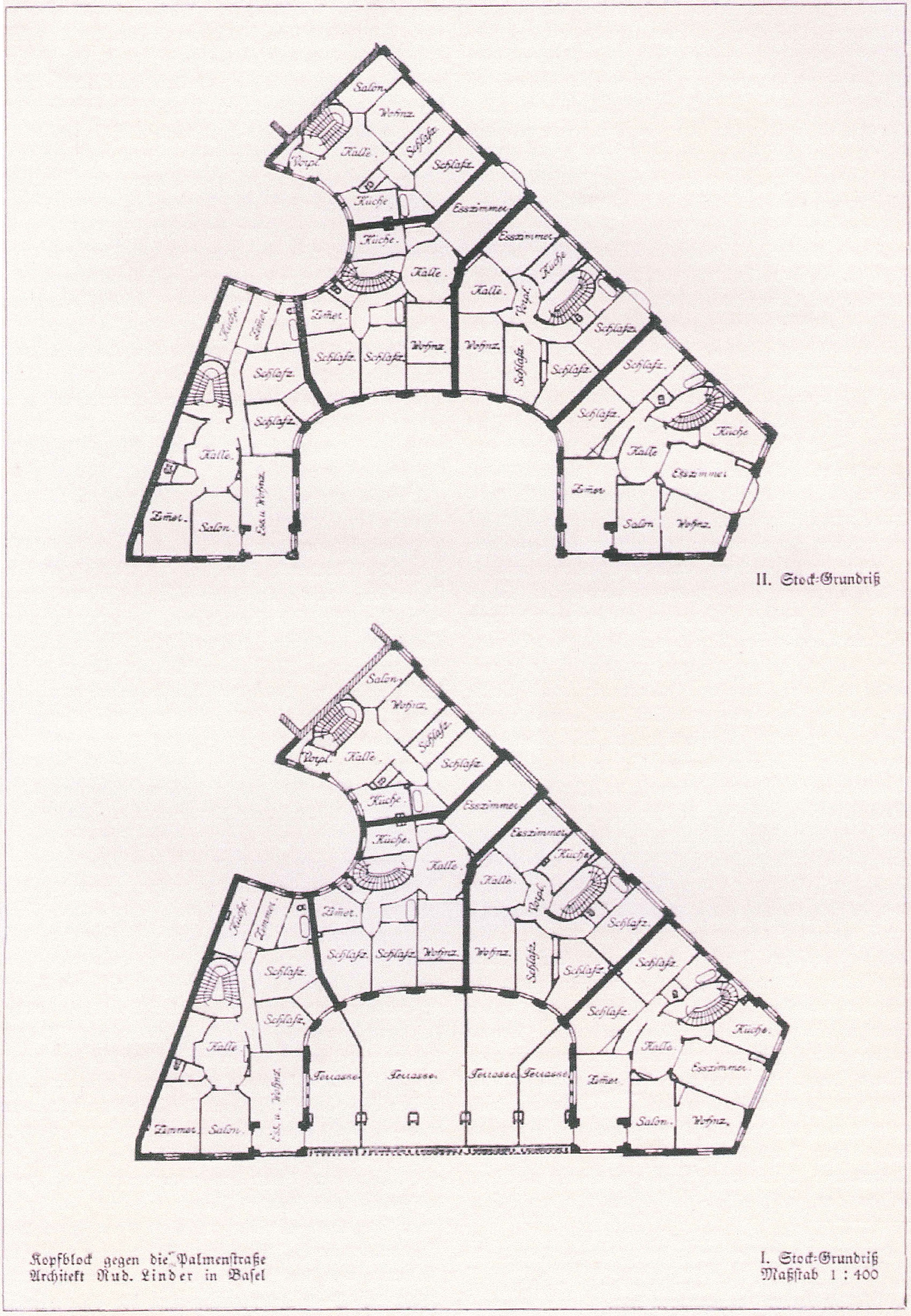
Grundriss einer Wohnung
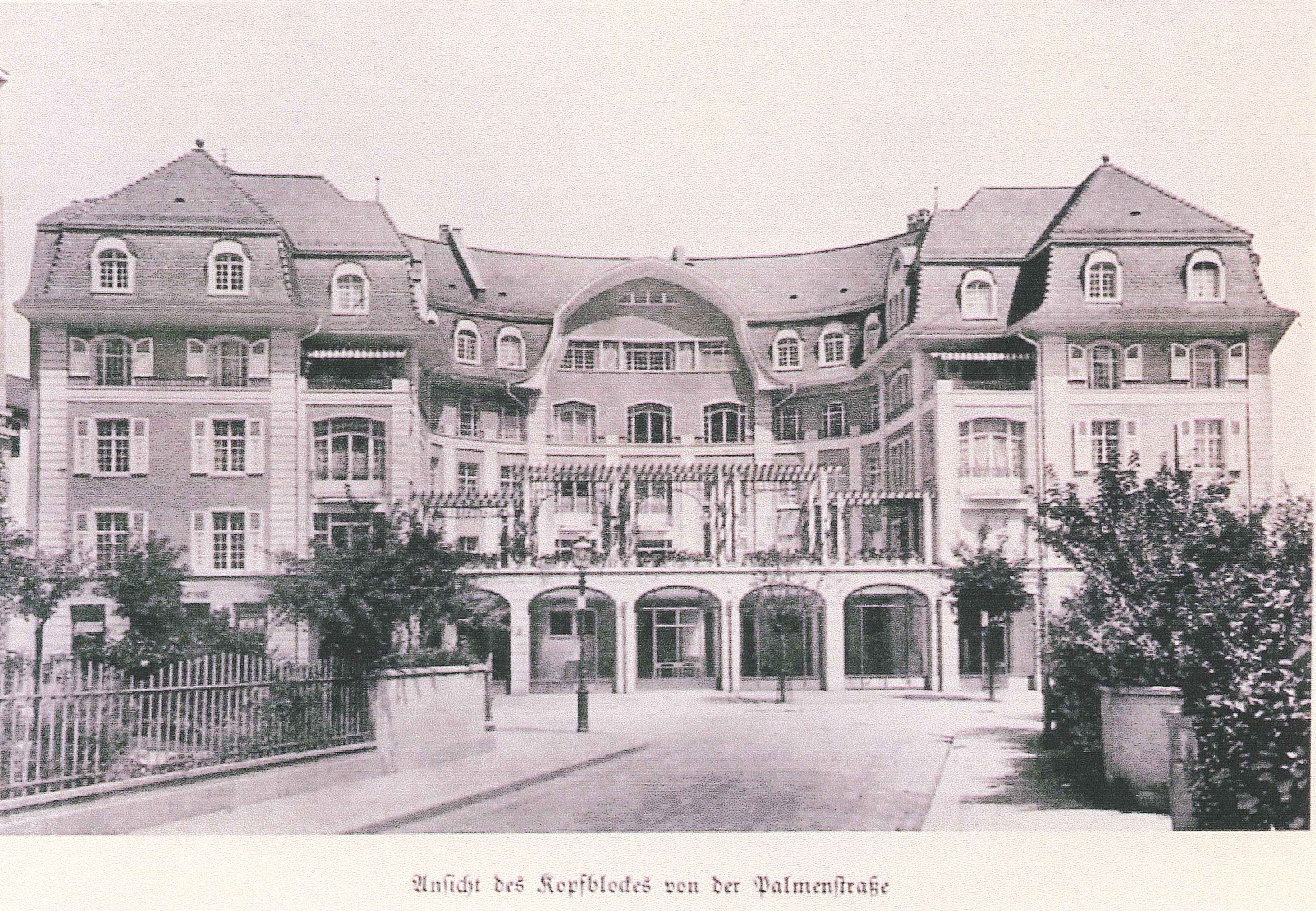
Kopfblock Ahornstrasse (1904–1908), abgerissen
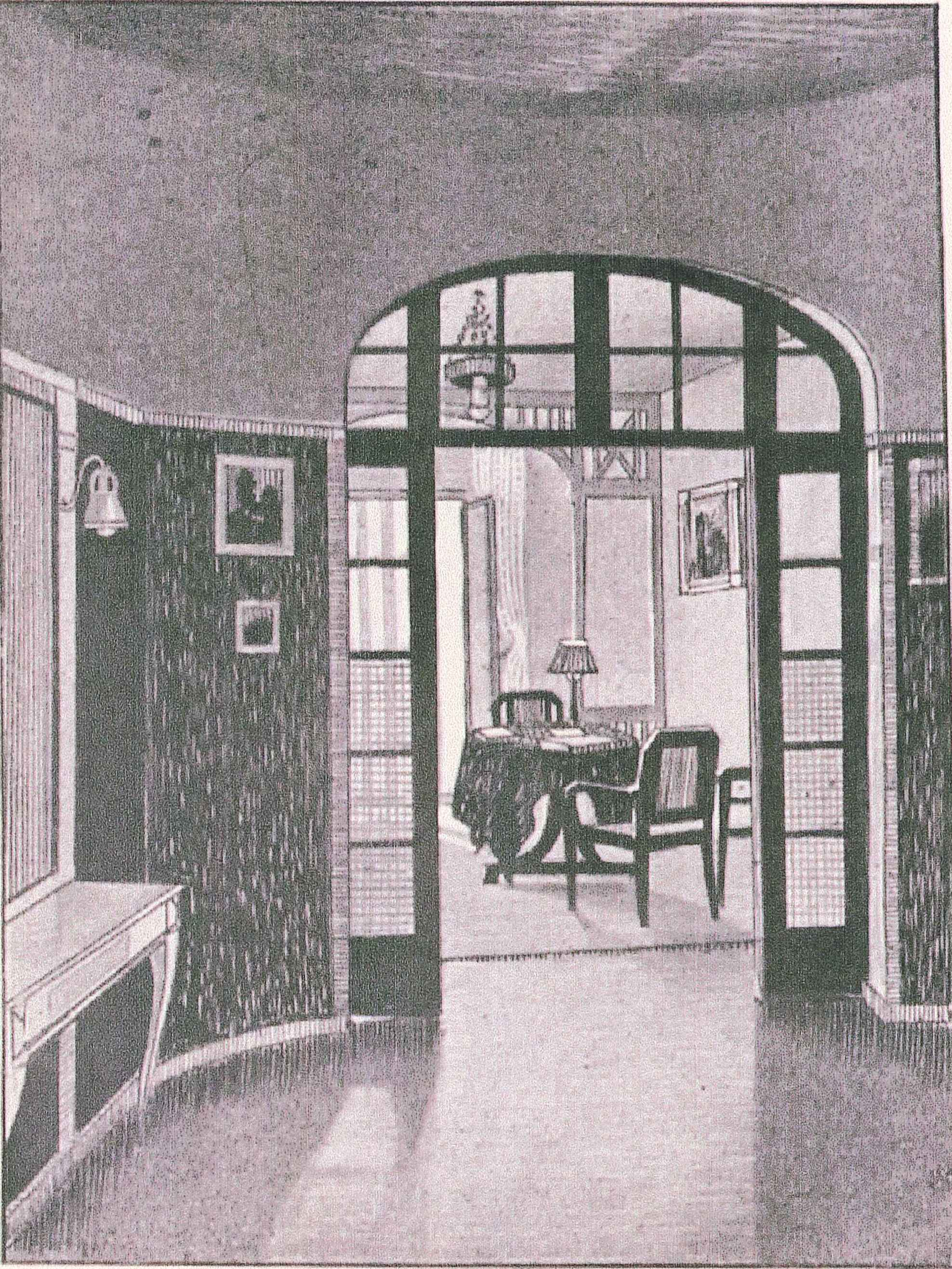
Innenansicht des Kopfblockes Ahornstrasse

### «Am Viadukt»

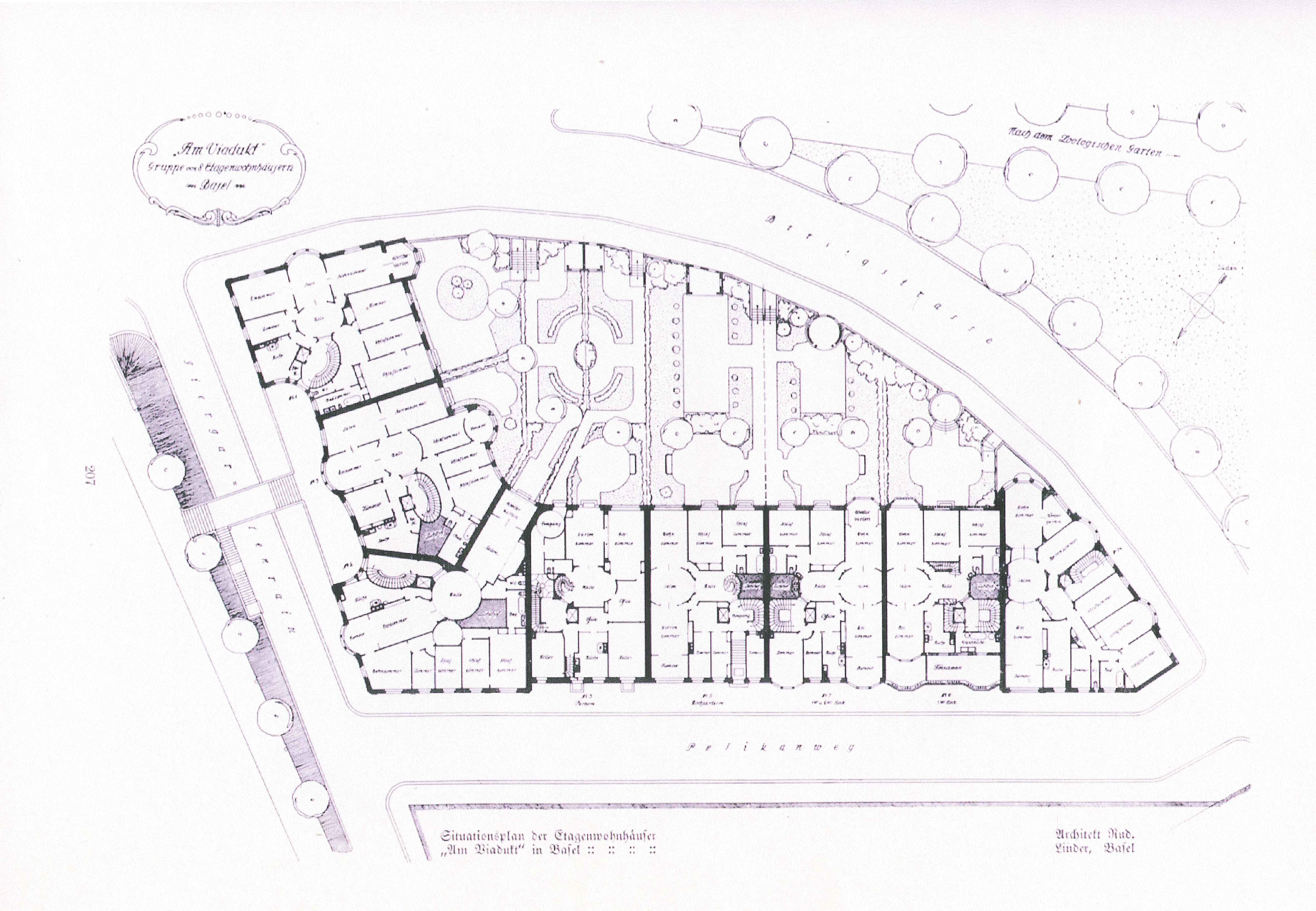
Situationsplan der Etagenwohnhäuser «Am Viadukt» in Basel

Ein weiteres Ensemble, welches jedoch relativ intakt blieb, sind die Etagenwohnhäuser «Am Viadukt», die den gesamten Häuserblock zwischen Birsigstrasse, Pelikanweg und Tiergartenrain in direkter Nachbarschaft zum Zoo Basel einnehmen. Der Grundriss ist L-förmig zum Pelikanweg und Tiergartenrain, mit eleganten Vorgärten zur Birsigstrasse. Die Fassade gegen den Tiergartenrain präsentiert sich als schwungvolle Schlossfassade, der Haupteingang im ersten Geschoss über der Strasse ist über eine Brücke von der parallel laufenden Viaduktstrasse erreichbar. Am Pelikanweg gruppiert sich die Häuserreihe durch variationsreicher Gestaltung zu einem Ensemble. Auch hier richtete Linder grosszügige Maisonette-Wohnungen mit all den modernsten Annehmlichkeiten der Zeit ein.

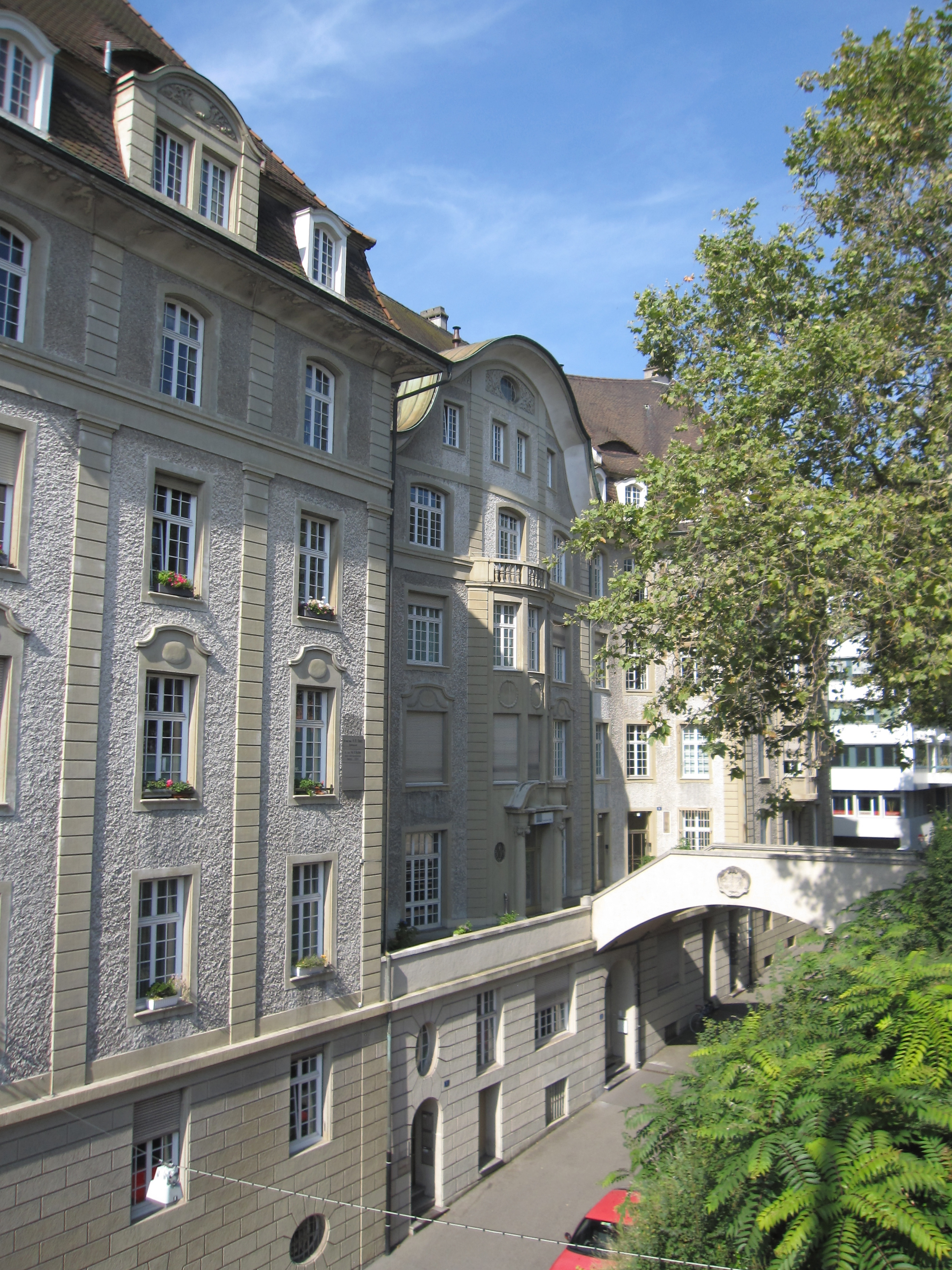
«Am Viadukt», Eingang Tiergartenrain 3
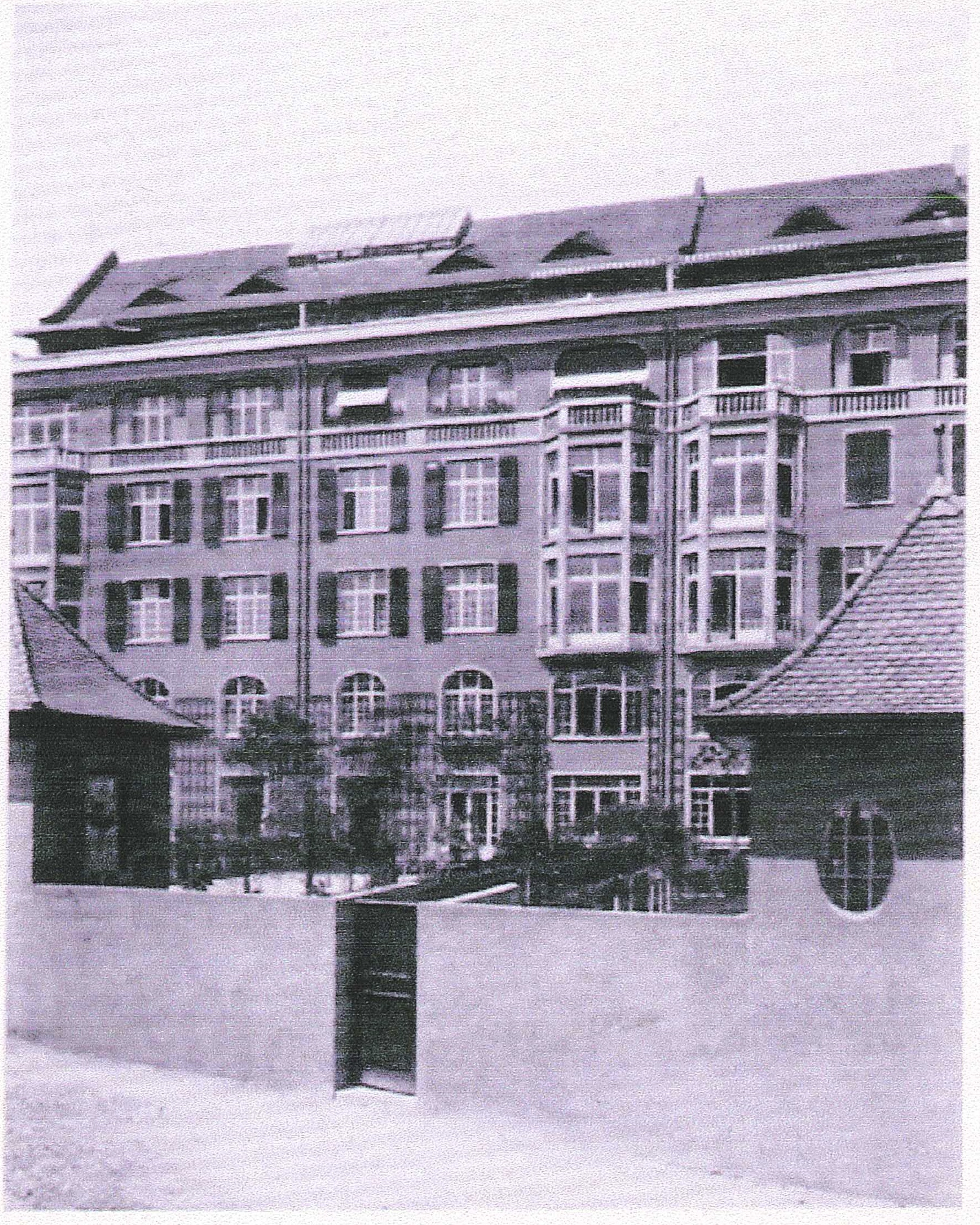
Häusergruppe «Am Viadukt», Gartenfassade Pelikanweg 3/5/7
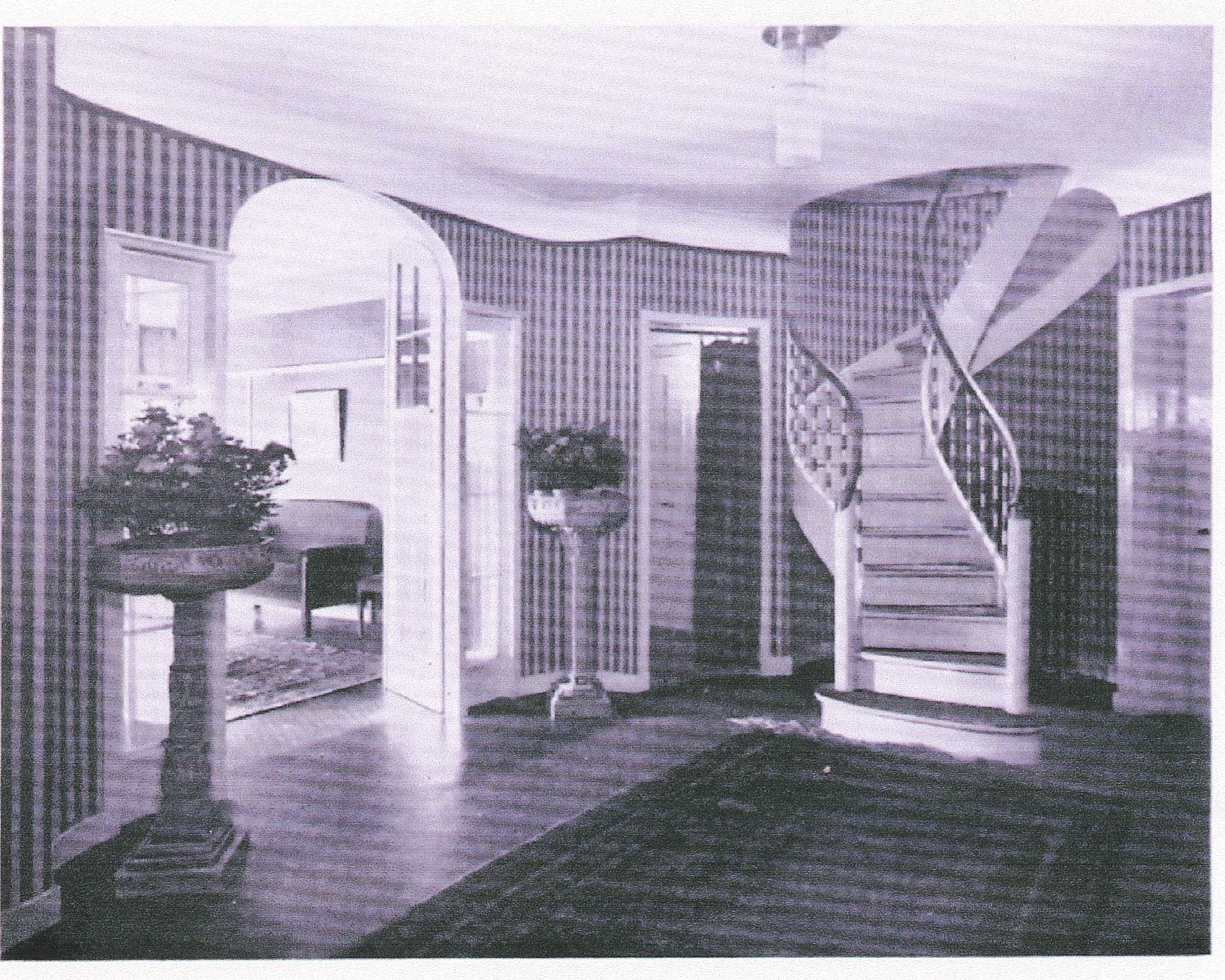
Halle im Parterre mit interner Wohnungstreppe nach dem Hochparterre

### Weitere Werke in Basel (Auswahl)

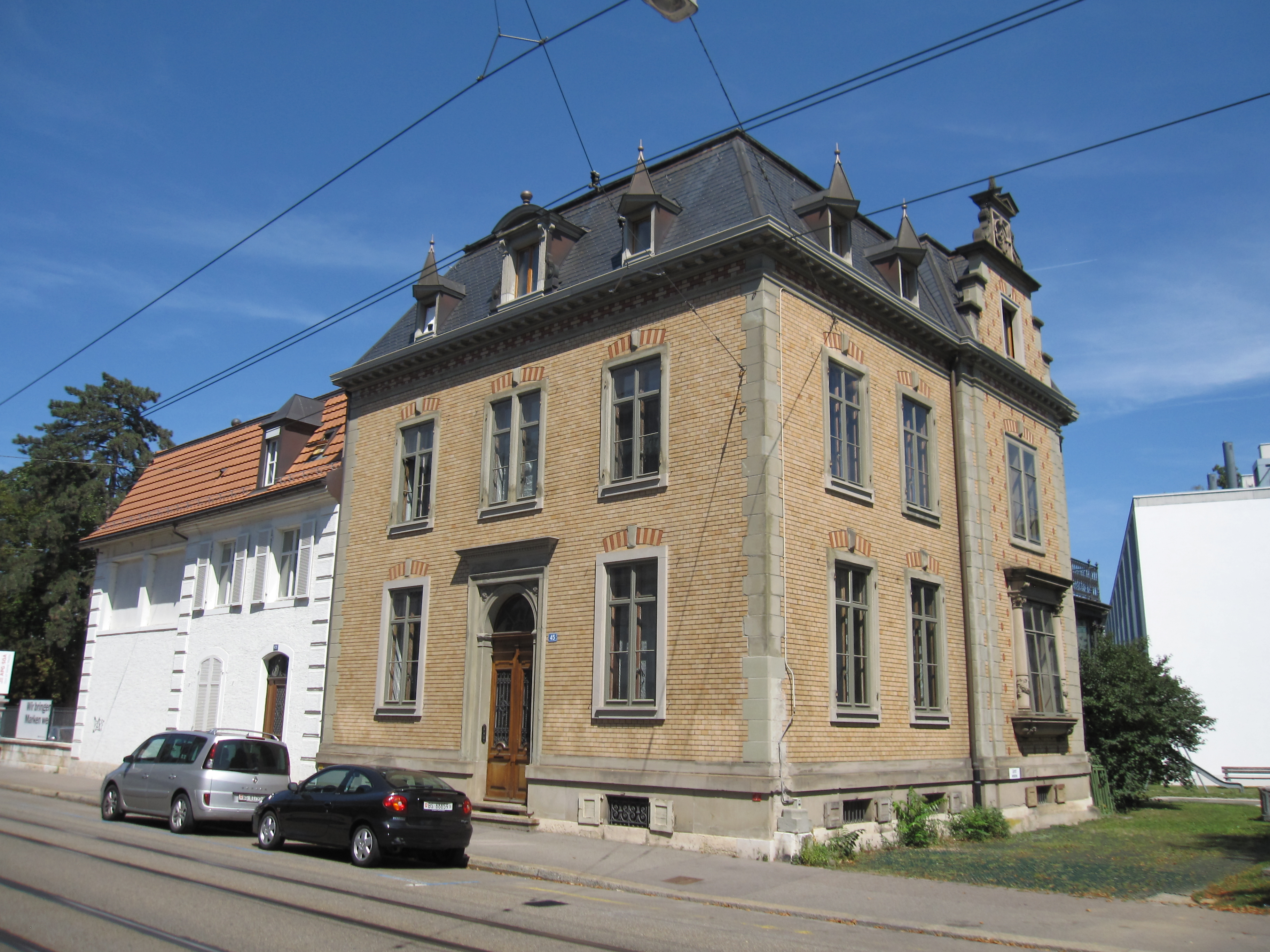
Villa Burckhardt-Bischoff (1886)

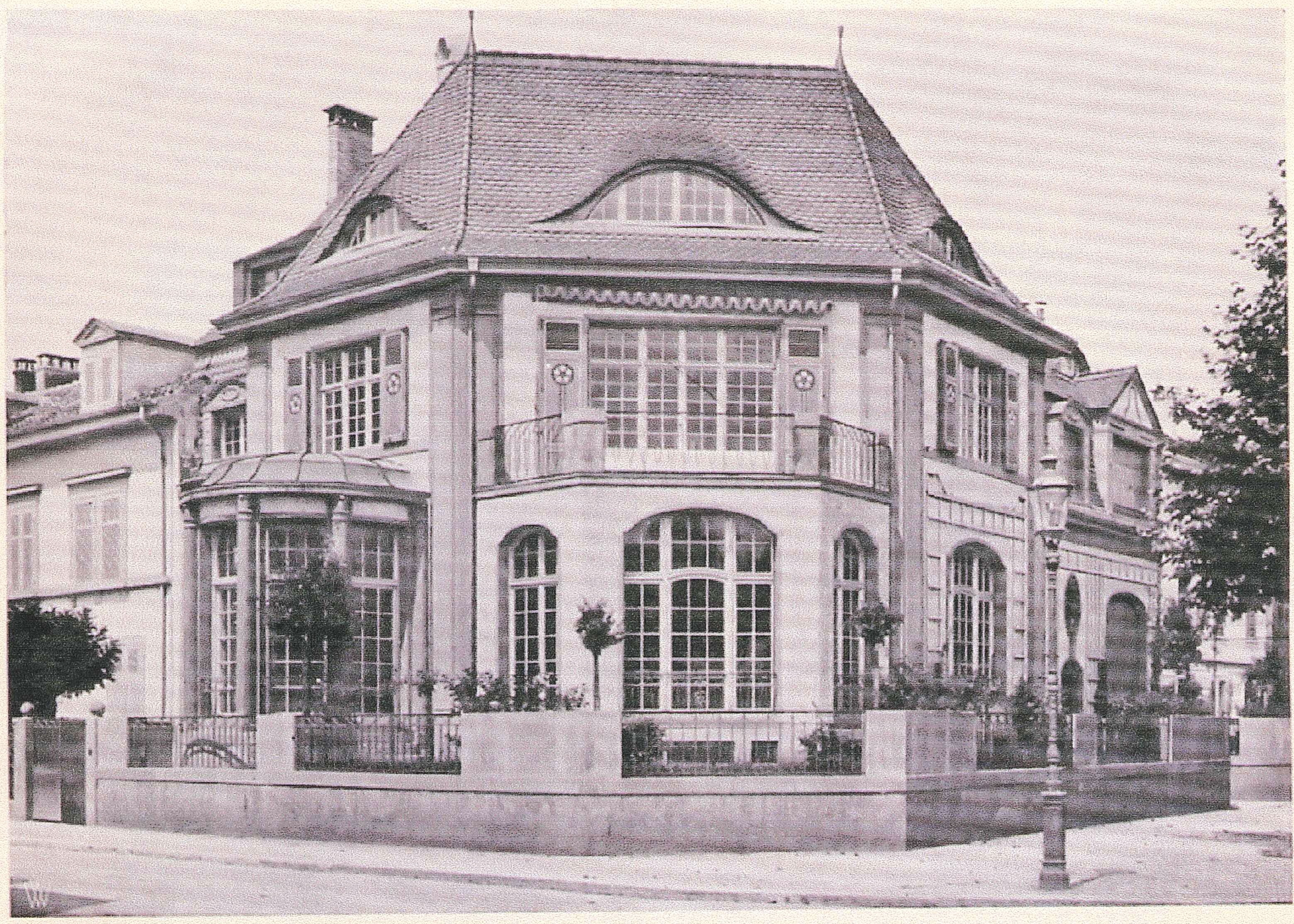
Spalenring 148–150 (1909/1910), abgerissen

- Villa Burckhardt-Bischoff, Hardstrasse 45 (1886)[2]
- Wohnhäuser Wettsteinplatz 10–11 / Grenzacherstrasse 1–3 (1888)
- Einfamilienhäuser Wettsteinplatz 6/7/8 (1891)
- Arbeiterhäuser Pfeffelstrasse 1–36 (nach 1892)
- Reihenfamilienhäuser Wettsteinallee 2–10 (1893)
- Reihenfamilienhäuser Rheinfelderstrasse 32–42 (1893/1894)
- Geschäftshaus Sodeck, Freie Strasse 74 (1896–1898 mit Visscher), 1976 abgerissen
- Wohnhäuser Pilgerstrasse 13–33 (1896–1903 mit Visscher)
- Mehrfamilienhäuser Grenzacherstrasse 5–13 (1897/1898)
- Villa St.-Jakobs-Strasse 34 (1898)
- Wohnhäuser Kandererstrasse 36 (1900) und 35 (1901)
- Safran-Zunft, Gerbergasse 11 (1901–1902)[3]
- „Haus zum Hermelin“, Freie Strasse 15 (1902 mit Visscher)[4]
- Palmenstrasse 1–19 / Ahornstrasse 1–8 (1904–1908), teilweise abgerissen
- Wohnhäuser St.-Jakobs-Strasse 13–15 (1906)
- Wohnhäuser Gartenstrasse 10–14 (1906), 1984 abgerissen
- Wohnhäuser Spalenring 148–150 (1909/1910), abgerissen
- Etagenwohnhäuser «Am Viadukt» (1911–1915)

## Schriften (Auswahl)
- Eisenbetonkonstruktionen System Hennebique. Basel 1896.
- Projekt eines Kunstmuseums auf der Schützenmatte. Basel 1912.
- Architekt. Basel 1919.